# Sóc mun
Sóc mun, còn gọi là sóc Finlayson, tên khoa học Callosciurus finlaysonii, là một loài động vật có vú trong họ Sóc, bộ Gặm nhấm. Loài này được Horsfield mô tả năm 1823. Chúng được tìm thấy ở Campuchia, Lào, Myanmar, Thái Lan và Việt Nam.

## Phân loài
Các phân loài:
- Callosciurus finlaysonii finlaysonii
- Callosciurus finlaysonii albivexilli
- Callosciurus finlaysonii folletti
- Callosciurus finlaysonii frandseni
- Callosciurus finlaysonii germaini
- Callosciurus finlaysonii harmandi
- Callosciurus finlaysonii trotteri
- Callosciurus finlaysonii annellatus
- Callosciurus finlaysonii bocourti
- Callosciurus finlaysonii boonsongi
- Callosciurus finlaysonii cinnamomeus
- Callosciurus finlaysonii ferrugineus
- Callosciurus finlaysonii menamicus
- Callosciurus finlaysonii nox
- Callosciurus finlaysonii sinistralis
- Callosciurus finlaysonii williamsoni

## Hình ảnh

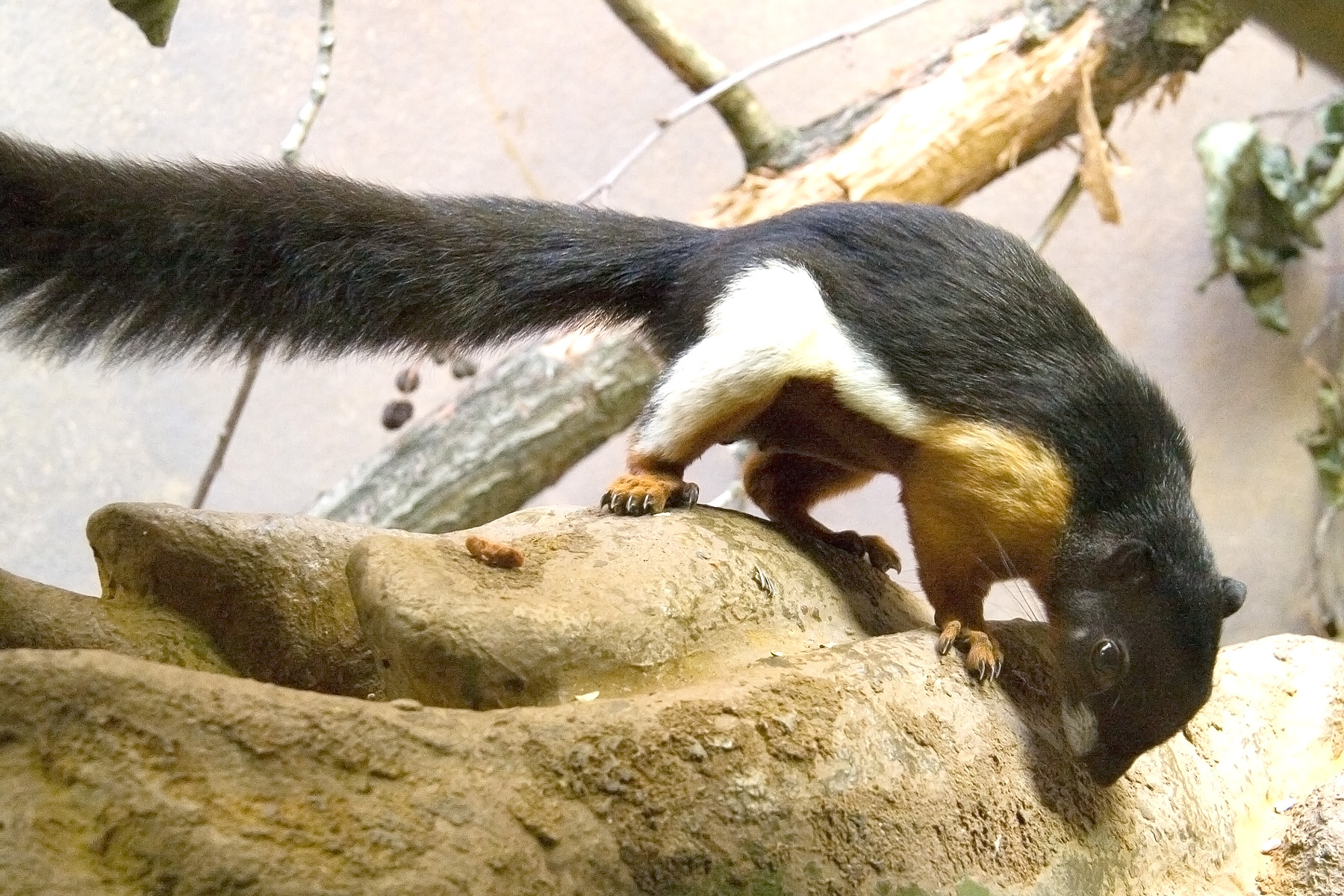
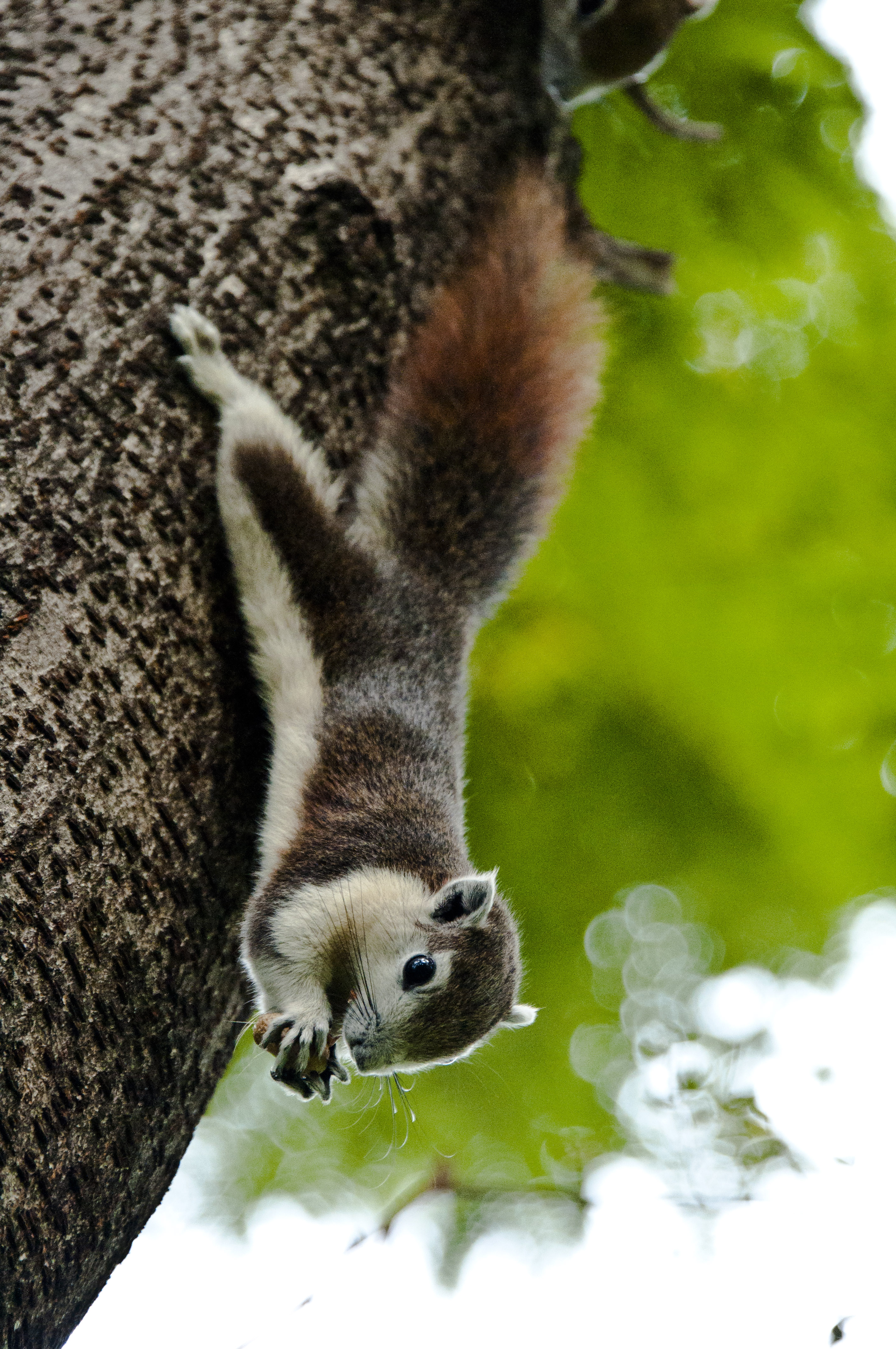